# Китасандо (станция)
Станция Китасандо (яп. 北参道駅 китасандо: эки) — железнодорожная станция на линии Фукутосин расположенная в специальном районе Сибуя, Токио. Станция обозначена номером F-14. Была открыта 14 июня 2008 года. На станции установлены автоматические платформенные ворота.

## Планировка станции
Одна платформа островного типа и 2 пути.
| 1 | ○ Линия Фукутосин | Сибуя                                                                  |
| 2 | ○ Линия Фукутосин | Икэбукуро, Вакоси, Линия Тодзё, Линия Юракутё (Сэйбу), Линия Икэбукуро |

## Близлежащие станции
| «                                            |                  | Линия           |                  | »                |
| Линия Фукутосин                              | Линия Фукутосин  | Линия Фукутосин | Линия Фукутосин  | Линия Фукутосин  |
| -------------------------------------------- | ---------------- | --------------- | ---------------- | ---------------- |
| Синдзюку-Сантёмэ                             | Синдзюку-Сантёмэ | Local           | Мэйдзи-Дзингумаэ | Мэйдзи-Дзингумаэ |
| Express Commuter Express: не останавливается |                  |                 |                  |                  |